# Gabriel Bertrand
Gabriel Bertrand (Paris, 17 de maio de 1867 - Paris, 20 de junho de 1962) foi um farmacêutico francês.
Bertrand foi o introdutor do termo oxidase e do conceito de elemento-traço nos estudos bioquímicos.